# Episodi di Blue Jeans (quarta stagione)
La quarta stagione della serie televisiva Blue Jeans, composta da 23 episodi, è andata in onda negli Stati Uniti sul canale ABC dal 19 settembre 1990 al 15 maggio 1991.
| n° | Titolo originale                  | Titolo italiano               | Prima TV USA      | Prima TV Italia |
| -- | --------------------------------- | ----------------------------- | ----------------- | --------------- |
| 1  | Growing Up                        |                               | 19 settembre 1990 |                 |
| 2  | Ninth Grade Man                   | Una nuova realtà              | 26 settembre 1990 |                 |
| 3  | The Journey                       | Uno per tutti e tutti per uno | 3 ottobre 1990    |                 |
| 4  | The Cost of Living                |                               | 10 ottobre 1990   |                 |
| 5  | It's a Mad, Mad, Madeline World   | La mousse                     | 24 ottobre 1990   |                 |
| 6  | Little Debbie                     | La piccola Debbie             | 7 novembre 1990   |                 |
| 7  | The Ties that Bind                | La promozione                 | 14 novembre 1990  |                 |
| 8  | The Sixth Man                     |                               | 28 novembre 1990  |                 |
| 9  | A Very Cutlip Christmas           | Il professore Babbo Natale    | 12 dicembre 1990  |                 |
| 10 | The Candidate                     |                               | 9 gennaio 1991    |                 |
| 11 | Heartbreak                        | Cuore infranto                | 23 gennaio 1991   |                 |
| 12 | Denial                            |                               | 30 gennaio 1991   |                 |
| 13 | Who's Aunt Rose?                  |                               | 6 febbraio 1991   |                 |
| 14 | Courage                           | Coraggio a denti stretti      | 13 febbraio 1991  |                 |
| 15 | Buster                            |                               | 27 febbraio 1991  |                 |
| 16 | Road Trip                         | Spesa con mio padre           | 6 marzo 1991      |                 |
| 17 | When Worlds Collide               |                               | 20 marzo 1991     |                 |
| 18 | Separate Rooms                    |                               | 3 aprile 1991     |                 |
| 19 | The Yearbook                      |                               | 10 aprile 1991    |                 |
| 20 | The Accident                      |                               | 24 aprile 1991    |                 |
| 21 | The House that Jack Built         |                               | 1º maggio 1991    |                 |
| 22 | Graduation                        | Il diploma                    | 8 maggio 1991     |                 |
| 23 | The Wonder Years: Looking Back... |                               | 15 maggio 1991    |                 |